# Matiloxis flaviceps
Matiloxis flaviceps är en fjärilsart som beskrevs av George Francis Hampson 1926. Matiloxis flaviceps ingår i släktet Matiloxis och familjen nattflyn. Inga underarter finns listade i Catalogue of Life.